# Dolná Breznica
Dolná Breznica és un poble i municipi d'Eslovàquia que es troba a la regió de Trenčín. La primera menció escrita de la vila es remunta al 1388.

## Demografia
| Godina             | 1994 | 2004   | 2014    | 2024    |
| ------------------ | ---- | ------ | ------- | ------- |
| Nombre de persones | 793  | 813    | 911     | 1073    |
| Diferència         |      | +2,52% | +12,05% | +17,78% |

| Godina             | 2023 | 2024   |
| ------------------ | ---- | ------ |
| Nombre de persones | 1081 | 1073   |
| Diferència         |      | −0,74% |